# Mirosława Masłowska
Mirosława Jolanta Masłowska z domu Żurawska (ur. 20 października 1943 w Warszawie, zm. 29 maja 2023 w Szczecinie) – polska lekarka, polityk i działaczka samorządowa, posłanka na Sejm V i VI kadencji.

## Życiorys
Ukończyła II Liceum Ogólnokształcące im. Mieszka I w Szczecinie oraz studia na Pomorskiej Akademii Medycznej. Pracowała w szpitalu dziecięcym jako chirurg dziecięcy, następnie w Wojewódzkiej Stacji Sanitarno-Epidemiologicznej, gdzie pełniła m.in. funkcję dyrektora. W 2002 przeszła na emeryturę.
Od 1993 należała do Porozumienia Centrum, następnie przystąpiła do PiS. W latach 1998–2005 była radną Szczecina. W wyborach samorządowych w 2002 kandydowała z ramienia Prawa i Sprawiedliwości i Platformy Obywatelskiej na stanowisko prezydenta Szczecina. Otrzymała 2409 głosów (tj. 2,4%), zajmując 8. miejsce. W 2005 z listy PiS została wybrana do Sejmu V kadencji w okręgu szczecińskim z wynikiem 7675 głosów. W wyborach parlamentarnych w 2007 po raz drugi uzyskała mandat poselski, otrzymując 8431 głosów.
W wyborach do Parlamentu Europejskiego w 2009 bezskutecznie ubiegała się o mandat europosłanki w okręgu nr 13, uzyskując 7834 głosy. W tym samym roku zapowiedziała odejście z PiS, krytykując działalność regionalnego lidera tej partii Joachima Brudzińskiego. Po namowie byłego członka partii Ludwika Dorna ograniczyła się do zawieszenia członkostwa w partii, ostatecznie zdecydowała się pozostać w klubie parlamentarnym i w partii. W 2011 nie ubiegała się o poselską reelekcję.
Była matką Katarzyny Masłowskiej i Artura Szałabawki. Została pochowana na cmentarzu komunalnym w Dąbiu.

## Odznaczenia
Odznaczona Krzyżem Kawalerskim (2017) oraz Krzyżem Oficerskim (2023, pośmiertnie) Orderu Odrodzenia Polski.